# Stolus kilberti
Stolus kilberti is een zeekomkommer uit de familie Phyllophoridae.
De wetenschappelijke naam van de soort werd in 1999 gepubliceerd door V. Rajpal & A.S. Thandar.